# Stomatite papuleuse bovine
La stomatite papuleuse bovine (ou stomatite pseudoaphteuse épizootique), pouvant être appelée nodule du trayeur lorsqu'elle touche l'humain, est une maladie virale touchant principalement les bovins. Elle est due au virus de la stomatite papuleuse bovine (Bovine papular stomatitis virus, BPSV), un virus parapox de la famille des Poxviridés. La maladie provoque des lésions papuleuses sur les muqueuses de la cavité buccale et du mufle des jeunes bovins. Ainsi, elle ne doit pas être confondue avec la fièvre aphteuse. Zoonose mineure, elle se manifeste chez l'être humain par des lésions de même type, mais situées sur les mains, chez les personnes travaillant avec des animaux (éleveurs, vétérinaires, etc.).

## Historique
Edward Jenner, qui développa au XVIIIe siècle la vaccination contre la variole à partir du pus contenu dans les vésicules de vaches touchées par la vaccine (maladie due à un autre Poxviridé), classe apparemment le nodule du trayeur et la pseudovaccine sous le nom de « fausse vaccine » (spurious cowpox) car elle n'immunise pas contre la variole. Dans les années 1980 et 1990, l'analyse de l'ADN viral permet de commencer à distinguer les espèces virales du genre des Parapoxvirus, mais la distinction n'est pas acceptée par certains auteurs,. Dans les années 2010, la confusion n'est plus permise entre les agents infectieux de la stomatite papuleuse bovine (Bovine papular stomatitis virus, BPSV), de la pseudovaccine ou pseudovariole (Pseudocowpox virus, PCPV) et de l'orf touchant les ovins (Orf virus),. Chez l'homme, la maladie appelée nodule du trayeur peut ainsi avoir comme origine infectieuse le BPSV ou le PCPV,.

## Épidémiologie
La maladie touche principalement les jeunes animaux, notamment immunodéprimés, mais des animaux plus âgés peuvent également être touchés. Elle est présente sur tous les continents, avec une incidence de près de 30 % dans certaines régions, bien qu'étant généralement sous-diagnostiquée.
Chez l'humain, la maladie atteint principalement les éleveurs et les vétérinaires, notamment les étudiants en contact avec la bouche des animaux.

## Physiopathologie
La maladie, due au virus Bovine papular stomatitis virus (BPSV), se transmet par contact direct des lésions, par les sécrétions nasales ou la salive, mais peut aussi être indirecte (aliments, eau de boisson). L'incubation dure de deux à cinq jours, et la maladie se présente au début par de petits foyers érythémateux dans la région du mufle et de la cavité buccale, évoluant ensuite vers des lésions papuleuses et érosives, pouvant s'étendre jusqu'à l'œsophage et entrainant un ptyalisme. Ces symptômes peuvent s'accompagner d'anorexie. La guérison survient généralement au bout de quinze jours, et les lésions disparaissent au bout de trois semaines à un mois, si aucune surinfection n'a eu lieu.
Chez l'être humain, les lésions sont également papuleuses et touchent les mains qui ont été en contact avec les lésions sur l'animal contaminé,.

## Diagnostic

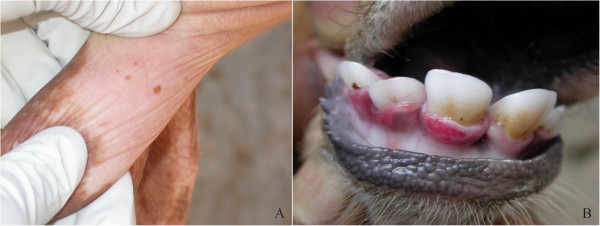
Infection au BPSV au Bangladesh

Pour identifier clairement la maladie, il faut assortir l'observation de papules au niveau de la bouche et du mufle, plus rarement du pis, de prélèvements pour analyse en laboratoire (par PCR, microscopie électronique, examen histologique, etc.). La distinction de l'infection au BPSV (stomatite papuleuse) est difficile à distinguer de celle au PCPV (pseudovariole) sans avoir recours à des méthodes de diagnostic moléculaire ; cependant, l'infection au BPSV peut parfois se caractériser par des lésions papuleuses en forme de fer à cheval sur le palais dur et la muqueuse buccale, pouvant survenir avec ou sans inflammation concomitante de la gencive.
Il faut bien distinguer cette maladie de la fièvre aphteuse, maladie très réglementée.

## Traitement et prévention
Aucun traitement n'est connu. Cependant, l'usage d'un antiseptique permet d'éviter les surinfections. Pour limiter l'incidence de la maladie, il faut limiter l'immunodéficience des jeunes animaux, ce qui passe notamment par la réduction du stress et la lutte contre les parasites.